# Niccolò Tribolo

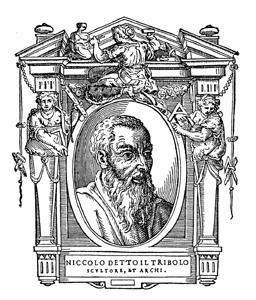
Ritratto del Tribolo nelle Vite del Vasari

Il Tribolo, pseudonimo di Niccolò di Raffaello di Niccolò dei Pericoli (Firenze, 17 maggio 1497 – Firenze, 7 settembre 1550), è stato un architetto e scultore italiano, tra i protagonisti del periodo del manierismo. Fu architetto di corte di Cosimo I de' Medici prima di Bernardo Buontalenti. A lui si deve soprattutto il primo progetto per la sistemazione del giardino di Boboli, del Giardino dei Semplici e di altri famosi giardini.

## Biografia

### Apprendistato
Scarse le informazioni sulle sue origini familiari, sul primo periodo della vita e suoi esordi da artista, tanto che anche la data di nascita sembra dubbia e potrebbe essere da anticipare al 1497.
Iniziò il suo apprendistato come intagliatore e scalpellino, e fu allievo di Nanni Unghero e Jacopo Sansovino. Nelle Vite Giorgio Vasari cita numerose opere giovanili (statue, fontane, eccetera), che purtroppo non sono più esistenti o individuabili con certezza. Pare che si guadagnò il soprannome di Tribolo a scuola, dove era "un diavolo che sempre tribolava e travagliava gli altri" (Vasari).
Visitò Venezia con Benvenuto Cellini (che nella sua autobiografia lo chiama il Tribolino) e fece ritorno a Firenze nel 1517, iniziando un'attività artistica in proprio. Vari aneddoti racconta il Vasari sulla sua vita giovanile, alcuni dei quali lo vedono come scambiato per Michelangelo per la forza del tratto nel disegno, con uno stile simile a quello del maestro che, d'altronde, con la sua maniera stava influenzando tutti gli artisti dell'epoca.
Nel 1530 insieme a Benvenuto della Volpaia elaboro disegni topografici ed un vero e proprio modello della città di Firenze per conto delle forze filomedicee che assediavano la città.

### Al servizio di Cosimo I
Assoldato da Cosimo I, creò alcune opere effimere come gli apparati decorativi per la visita di Carlo V a Firenze (1536). Sempre per il granduca, fu incaricato di andare a Roma per convincere Michelangelo a terminare il progetto dello scalone nel vestibolo della Biblioteca Medicea Laurenziana di San Lorenzo e per prendere da lui istruzioni e disegni per il completamento dell'opera di cui Tribolo seguì il cantiere. 

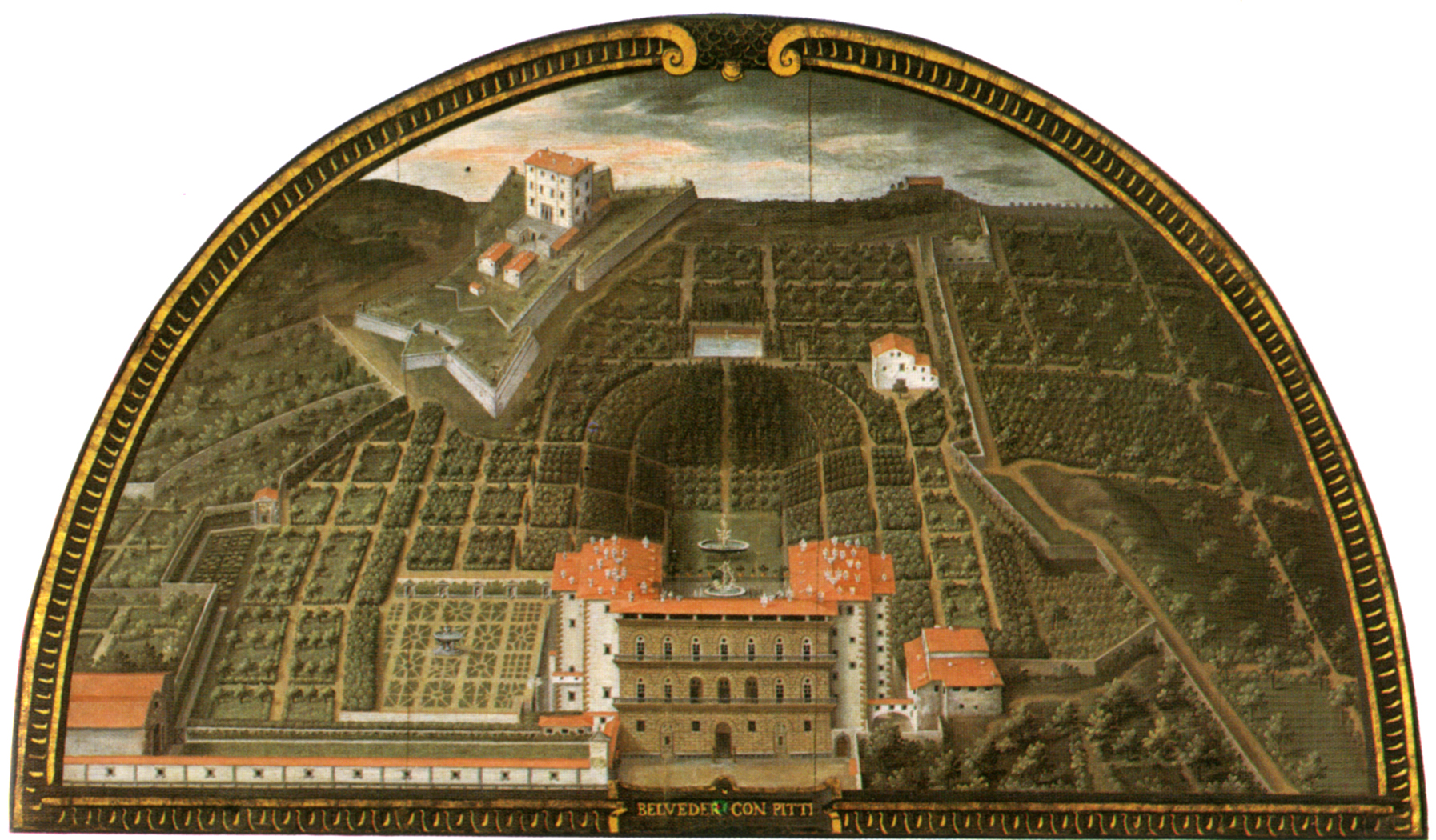
Il giardino di Boboli con l'anfiteatro verde secondo il progetto del Tribolo

A quel periodo risalgono anche la progettazione della cappella funebre di Eleonora di Toledo e una ristrutturazione della villa di Poggio a Caiano e degli annessi, ancora in parte da studiare, anche se sembra ormai accertata, tra l'altro, la completa attribuzione a Tribolo delle grandiose scuderie oltre che del recinto murato con i "baluardi". Poco invece rimane del giardino quadrangolare chiuso da un muro ed organizzato intorno ad una vasca ottagonale. Tra le sculture si conoscono alcune sue opere dal gusto classicamente arcadico, come la personificazione di Fiesole al Bargello di Firenze.

### Architetto di giardini
Il motivo della sua fama è soprattutto quello di architetto di giardini, in un'epoca che vedeva configurarsi un modello che sarà poi detto "giardino all'italiana" di cui Tribolo rappresenta il lato "toscano" caratterizzato, oltre che dal disegno geometrico degli spazi aperti, anche dall'uso quasi esclusivo di piante sempreverdi (leccio, alloro) e dalla presenza di elementi scultorei, quasi ad abitare il giardino.
Il suo capolavoro è la sistemazione primitiva del Giardino di Boboli, con l'anfiteatro che sfrutta la conformazione scenografica naturale della collina. Ma prima di Boboli ebbe modo di dimostrare il suo straordinario talento di creatore di architetture verdi al giardino di Villa Corsini a Castello, nella villa Caruso di Bellosguardo, nella Villa della Petraia o nella Villa Medicea di Castello, dove inventò la straordinaria architettura della Grotta degli Animali (1536), decorata dalle sculture del Giambologna. Oltre alla bellezza formale i giardini racchiudevano un preciso tema iconografico che si dispiegava nella scelta delle sculture e delle decorazioni secondo un preciso schema filosofico di stampo umanistico.
I suoi risultati furono straordinari grazie anche all'aiuto dell'ingegneria idraulica, con le innovative soluzioni di Piero da San Casciano. Furono così realizzate le fontane e i giochi d'acqua disposti su diverse terrazze che influenzarono profondamente le successive epoche e che furono alla base del cosiddetto giardino all'italiana.
Quella di Boboli fu la sua ultima opera prima della prematura morte nel 1550 e fu portata avanti dal suo fedele collaboratore e genero, Davide Fortini.

## Architetture

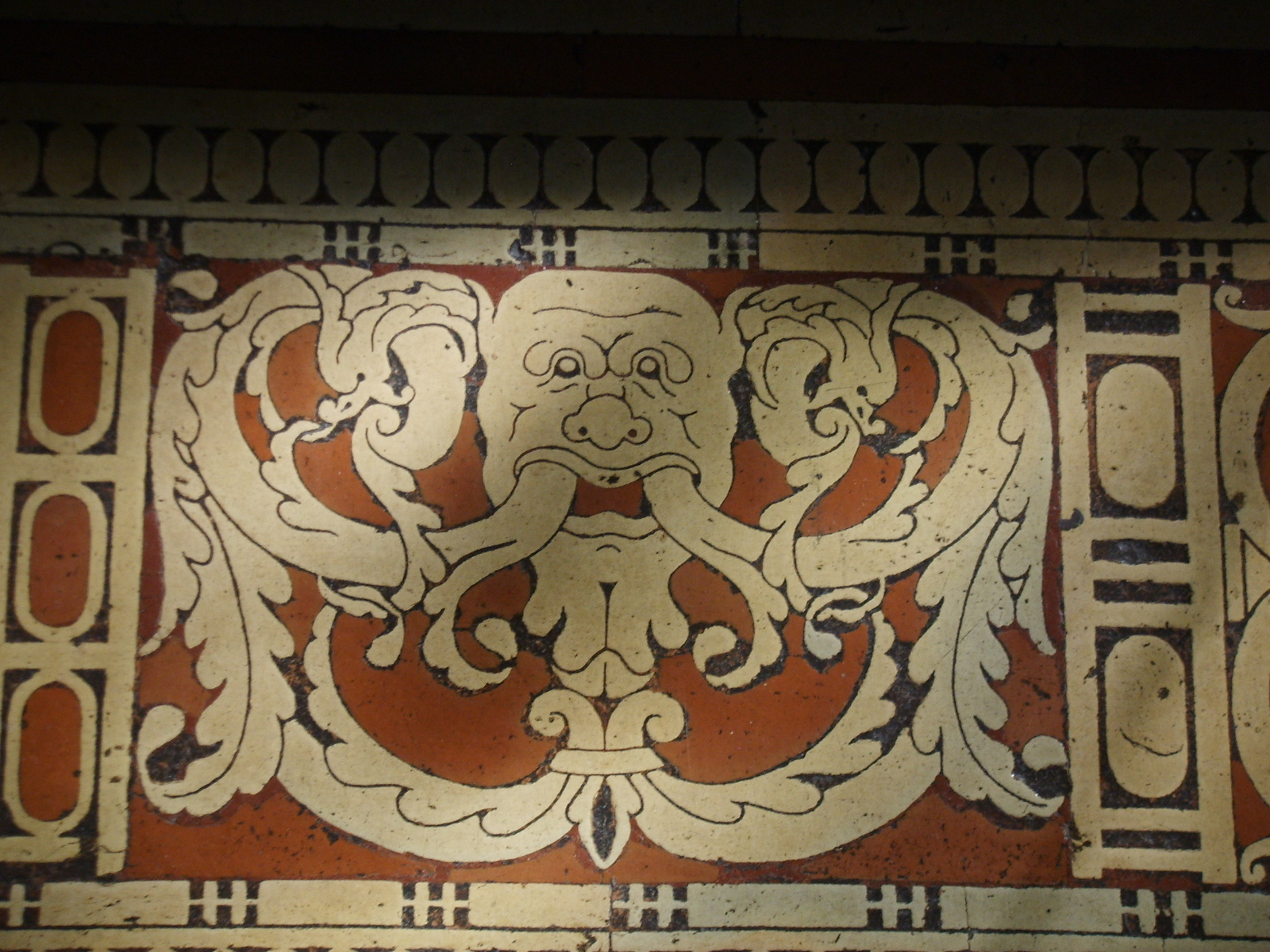
Dettaglio nel pavimento della Biblioteca Medicea Laurenziana

- Villa Corsini a Castello (prima del 1540)
- Villa Medicea di Castello (1540 circa)
- Giardino di villa Caruso di Bellosguardo (1541)
- Villa Medicea La Petraia (dopo la villa di Castello, 1543?)
- Giardino dei Semplici (dal 1545)
- Villa Medicea di Poggio a Caiano (1545 circa - 1548)
- Biblioteca Medicea Laurenziana (il pavimento in terracotta rossa e bianca fu realizzato su suo disegno a partire dal 1548)
- Giardino di Boboli (1549-1550)
- Ponte Rosso

## Opere di scultura
- Ganimede a cavallo dell'aquila, bronzo, Museo Nazionale del Bargello
- Allegoria di Fiesole, pietra serena, Museo Nazionale del Bargello
- Rilievi sul portale bronzeo della Basilica di San Petronio, Bologna (1525–27)
- Rilievi Santuario della Santa Casa, Loreto (1530–33,su progetto iniziato dal Sansovino nel 1513)
- Angelo reggi candelabro per la cattedrale di Pisa, Pisa, Museo dell'Opera del Duomo (1528)
- Arpia a cavallo di un rospo, pietra arenaria della Gonfolina, Pisa, palazzo Giuli Rosselmini Gualandi (1530-40)